# Rhinogradentia

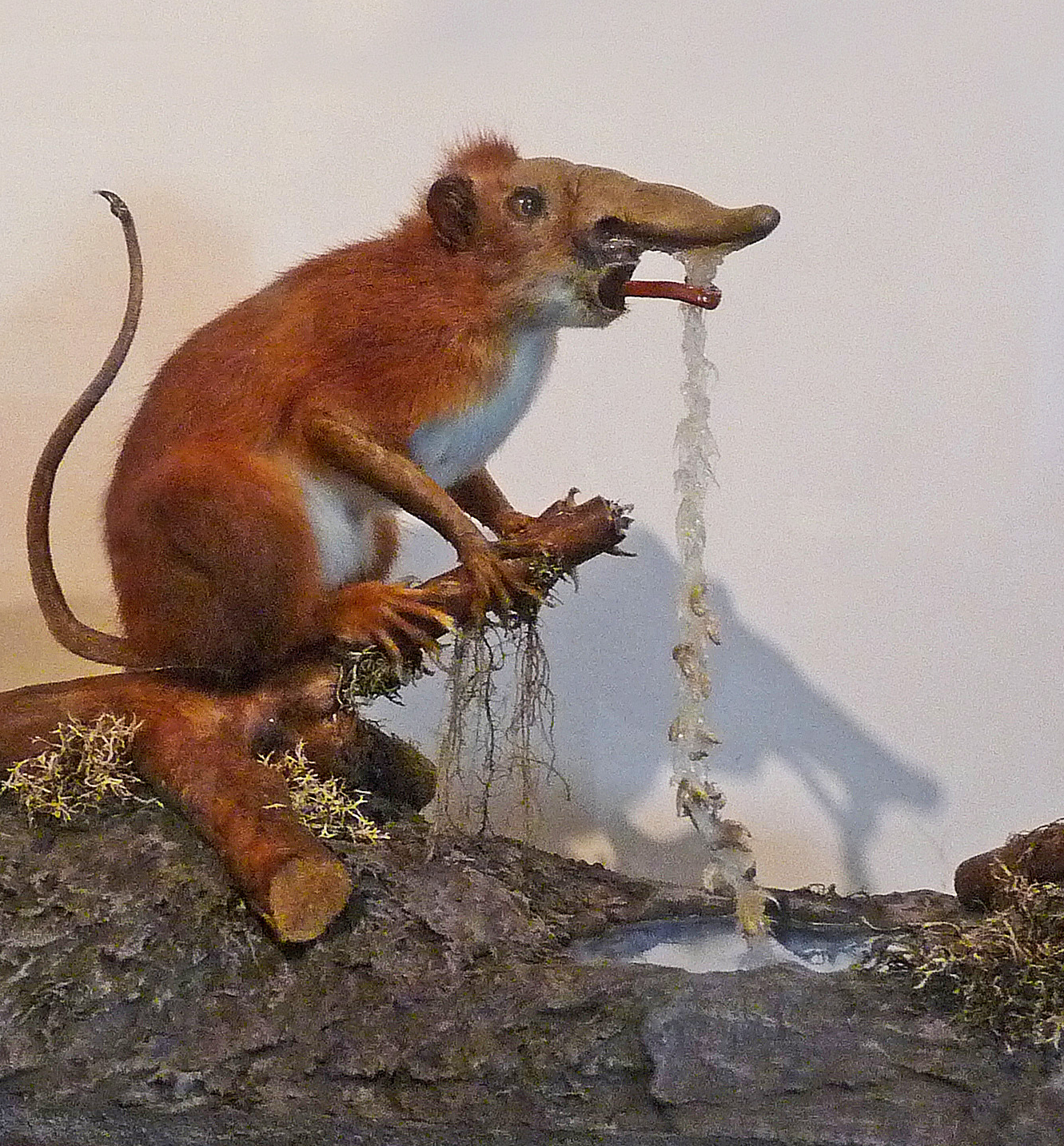
Ett preparat liknande en taxidermi som föreställer ett djur från ordningen.

Rhinogradentia är en påhittad ordning av däggdjur som skapades som ett vetenskapligt skämt av den tyska zoologen Gerolf Steiner. Ordningens namn är bildat av grekiska rhinos (nos) och latin gradiens (skridande).
Steiner beskrev ordningens medlemmar i verket "Bau und Leben der Rhinogradentia" som liknade en vetenskaplig avhandling. Han publicerade verket under pseudonymen Harald Stümpke. Bland ordningens medlemmar hittas rovlevande djur som Tyrannonasus imperator och fruktätande djur som Nasobema lyricum.
Steiner fick sin inspiration från dikten "Das Nasobēm" av Christian Morgenstern.